# The Cosby Show
The Cosby Show is een Amerikaanse sitcom die liep van 1984 tot 1992. De show gaat over het Amerikaanse high-class gezin van Cliff Huxtable (Bill Cosby) in de wijk Brooklyn in New York. In Nederland werd de serie door de NCRV uitgezonden.

## Overzicht
De show draait om het leven van de familie Huxtable, een Afro-Amerikaans gezin dat woont in Brooklyn Heights, New York. Hoofd van het gezin is Heathcliff "Cliff" Huxtable, een arts. Hij is getrouwd met Clair, een advocate. Samen hebben ze vijf kinderen: Sondra, Denise, Theo, Vanessa en de kleine Rudy.
De Huxtable-familie zou oorspronkelijk bestaan uit moeder, vader, drie zoons en twee dochters. Jongste dochter Rudy zou eigenlijk een jongen zijn, maar omdat er geen geschikte jongen gevonden was, werd het een meisje (Keshia Knight Pulliam).
In het begin van seizoen 1 waren er maar 4 kinderen te zien, de oudste dochter Sondra (Sabrina Le Beauf), was pas na de eerste helft van seizoen 1 te zien. Wel werd ze in de eerste afleveringen genoemd als de oudste dochter die op de universiteit zat. Sondra werd door Bill Cosby bedacht, hij wilde graag dat de show een voorbeeld was van hoe je een kind succesvol opvoedt.
Cosby had een ongewoon grote vrijheid bij het vormgeven van de show. Hij wilde zijn programma educatief maken. Bovendien stond hij erop dat de opnames in New York plaats zouden vinden in plaats van in Los Angeles, wat doorgaans de vaste locatie was voor televisieseries.
Hoewel de serie bedoeld is als komische serie, worden er soms serieuze onderwerpen aangesneden zoals Theo’s probleem met dyslexie.
Hoewel de personages allemaal Afro-Amerikaans zijn, bevat het programma vrijwel nooit thema’s over racisme of de plek van Afro-Amerikanen in de maatschappij. Dit in tegenstelling tot andere sitcoms uit die tijd, zoals The Jeffersons. Wel worden er vaak Afro-Amerikaanse artiesten en musici aangeprezen, zoals Jacob Lawrence, Miles Davis, James Brown, Stevie Wonder, Lena Horne, Duke Ellington, Dizzy Gillespie en Miriam Makeba.
De Cosby Show was en is nog steeds de best bekeken American sitcom ooit.

## Rolverdeling

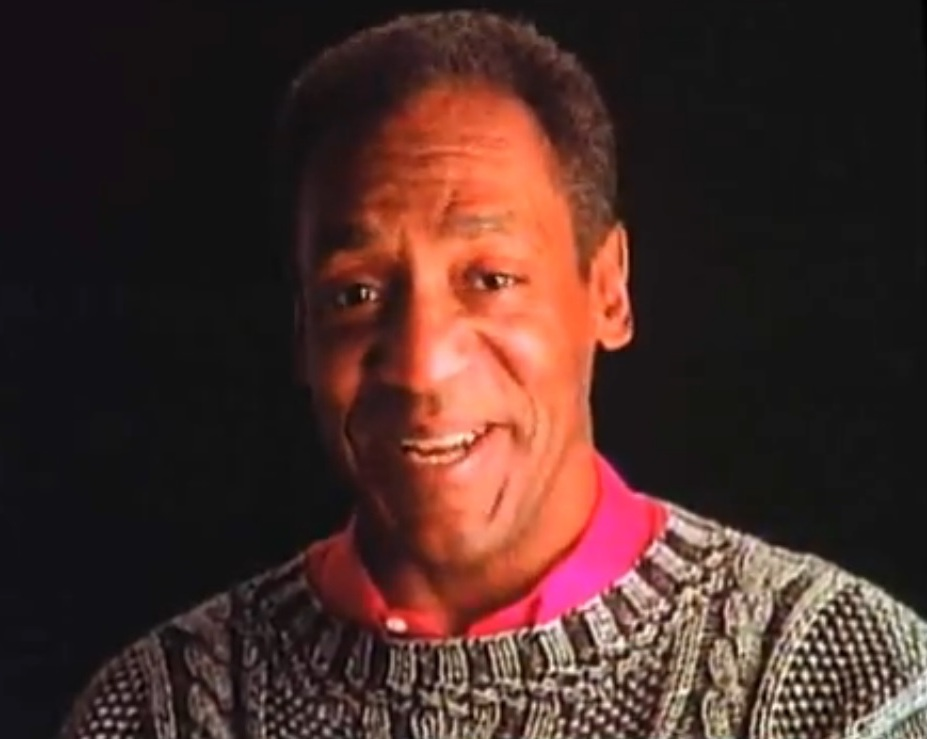
Bill Cosby

- Bill Cosby als Heathcliff "Cliff" Huxtable
- Phylicia Rashad als Clair Huxtable
- Sabrina Le Beauf als Sondra Huxtable-Tibideaux (1985-1992, terugkerend personage)
- Lisa Bonet als Denise Huxtable-Kendall (1984-1987, 1989-1991)
- Malcolm-Jamal Warner als Theo Huxtable
- Tempestt Bledsoe als Vanessa Huxtable
- Keshia Knight Pulliam als Rudith "Rudy" Lilian Huxtable
- Geoffrey Owens als Elvin Tibideaux (1987-1992, terugkerend personage)
- Joseph C. Phillips als Martin Kendall (1989-1991)
- Raven-Symoné als Olivia Kendall (1989-1992)
- Erika Alexander als Pam Tucker (1990-1992)

## Kijkcijfers
De Cosby Show is een van de twee programma's (het andere is All in the Family) die 5 opeenvolgende seizoenen op 1 stond in de Nielsen Ratings, de Amerikaanse kijkcijferlijst.
| Seizoen   | Plaats                  |
| --------- | ----------------------- |
| 1984-1985 | 3                       |
| 1985-1986 | 1                       |
| 1986-1987 | 1                       |
| 1987-1988 | 1                       |
| 1988-1989 | 1                       |
| 1989-1990 | 1 (gelijk met Roseanne) |
| 1990-1991 | 5                       |
| 1991-1992 | 18                      |

## Prijzen en nominaties

### Prijzen gewonnen
Emmy Awards
- Outstanding Comedy Series (1985)
- Outstanding Writing in a Comedy Series (1984) Michael J. Leeson en Ed. Weinberger

Golden Globe Awards
- Best TV Series-Comedy (1985)
- Best Performance by an Actor in a TV Series-Comedy Bill Cosby (1985-86) 2 prijzen

### Prijzen genomineerd
Emmy Awards
- Outstanding Comedy Series (1986-87) 2 nominaties
- Outstanding Lead Actress in a Comedy Series Phylicia Rashad (1985-86) 2 nominaties
- Outstanding Supporting Actress in a Comedy Series Lisa Bonet (1986)
- Outstanding Supporting Actress in a Comedy Series Keshia Knight Pulliam (1986)
- Outstanding Supporting Actor in a Comedy Series Malcolm-Jamal Warner (1986)

Golden Globe Awards
- Best TV Series-Comedy (1986-87) 2 nominaties
- Best Performance by an Actor in a TV Series-Comedy Bill Cosby (1987)

## A Different World
De producers van the Cosby Show maakten een spin-offserie voor actrice Lisa Bonet, A Different World, die Denise (de tweede dochter van de Huxtable-familie) speelde. De serie zou oorspronkelijk gaan over het leven van Denise op het Hillman College, het fictieve historische zwarte college waar haar vader, moeder en grootvader van waren afgestudeerd. Denise werd echter uit de serie geschreven, wegens de zwangerschap (van Lisa Bonet). Het volgende seizoen werden er nieuwe personages bedacht.
Denise werd later weer terug in the Cosby Show geschreven in seizoen 4-5 en later weer in seizoen 6-7.
Bonet was oorspronkelijk uit the Cosby Show geschreven vanwege haar rol in de film Angel Heart. Toen ze dreigde de makers aan te klagen, werd A Different World voor haar bedacht als compensatie in 1987.